# Villaggio bizantino Canalotto
Il villaggio bizantino Canalotto è un insediamento rupestre a circa 4 km da Calascibetta.
Il sito si sviluppa lungo il vallone Canalotto ed è testimonianza della dominazione bizantina prima, e araba poi nel territorio siciliano. Il sito è composto da una serie di ambienti scavati nella roccia su cui si distinguono delle chiese bizantine con relativi colombarium, dei palmenti e il villaggio vero e proprio. Le tracce rinvenute mostrano l'organizzazione della vita quotidiana della comunità che si è mantenuta anche in epoca araba, quando venne costruito il qanat.
Il sito oggi è gestito dall'associazione Associazione Culturale "Hisn Al-Giran" che ne consente la fruizione.

## Galleria d'immagini

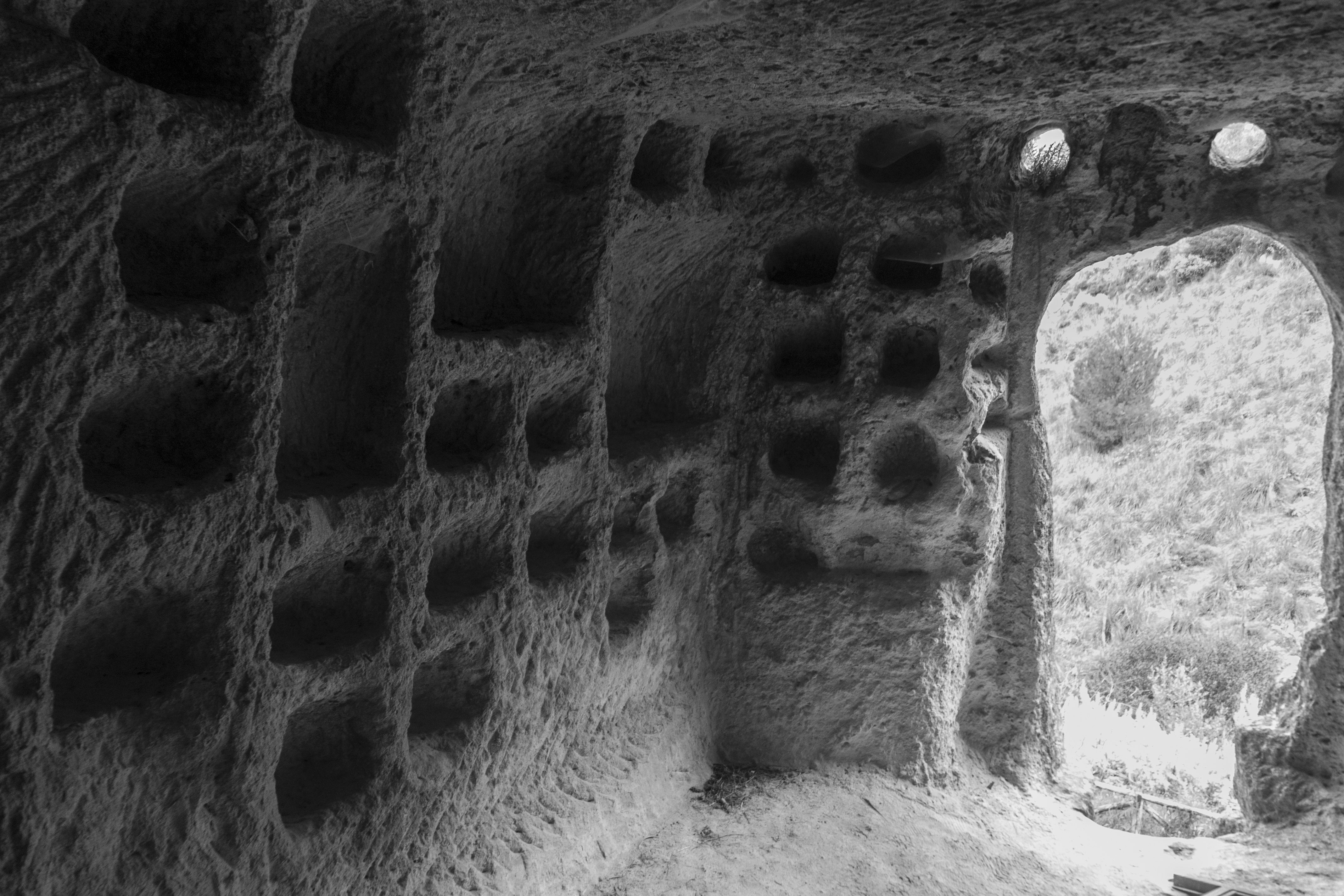
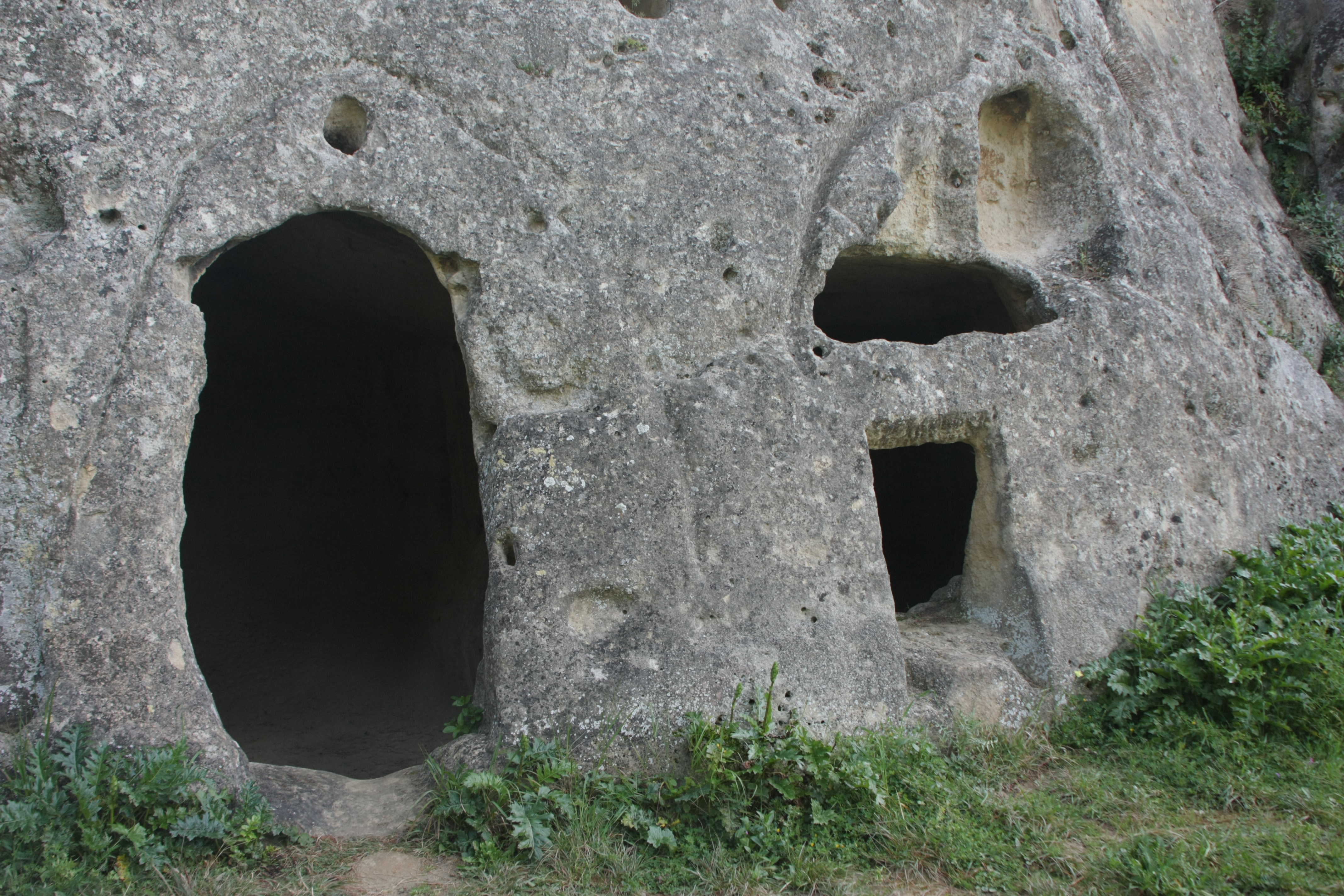
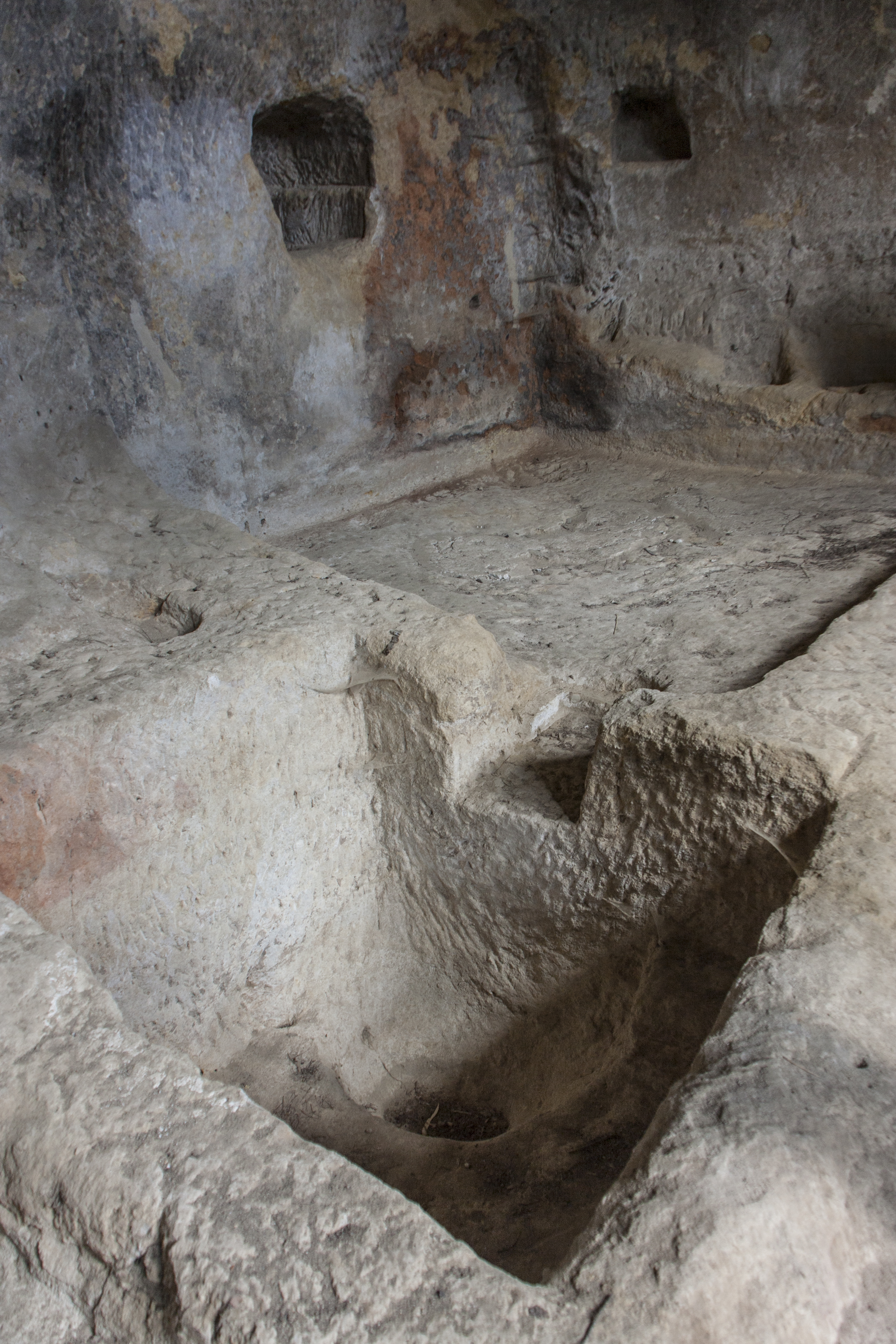
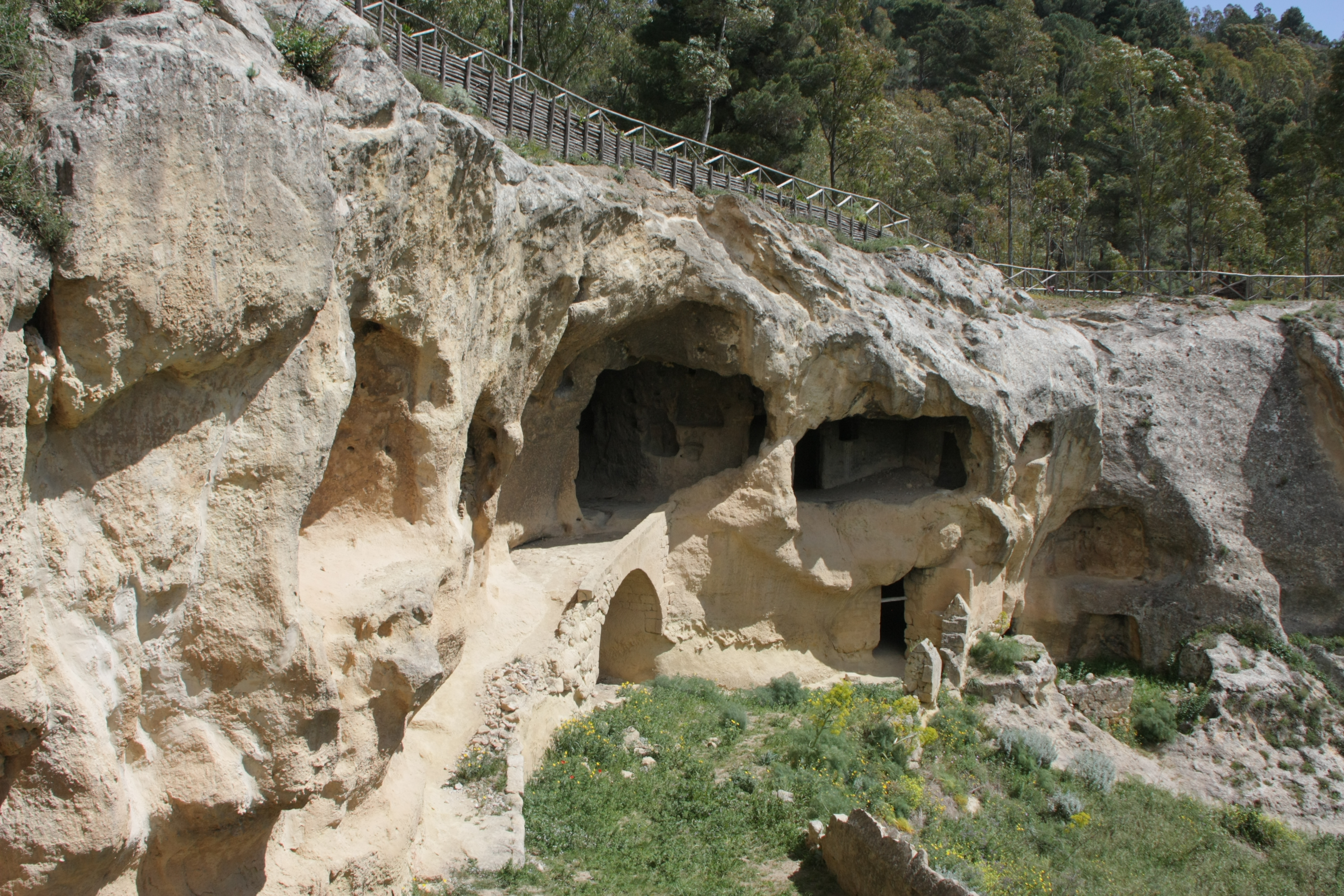
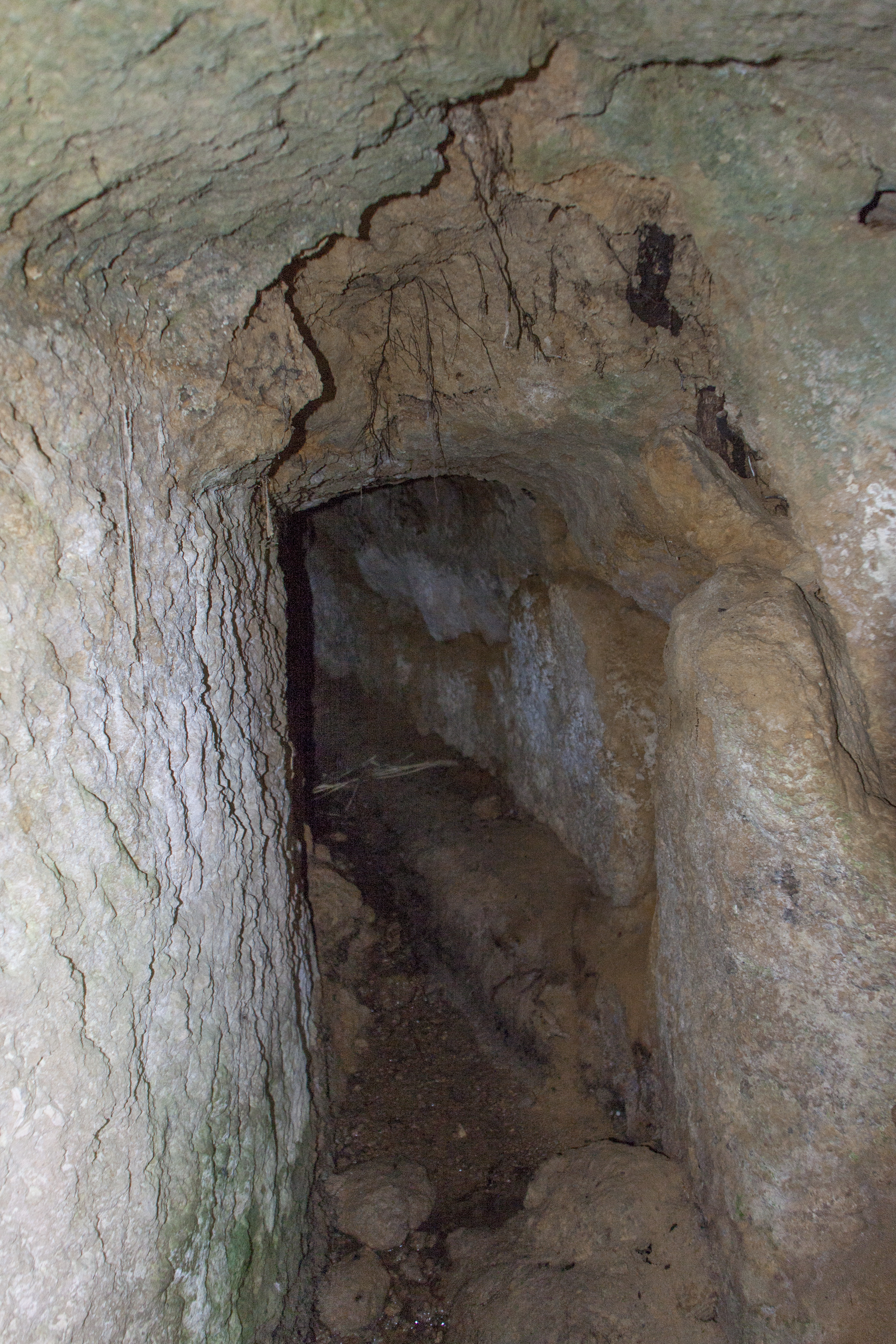
qanat